# Fredrik Otto Silfverstolpe

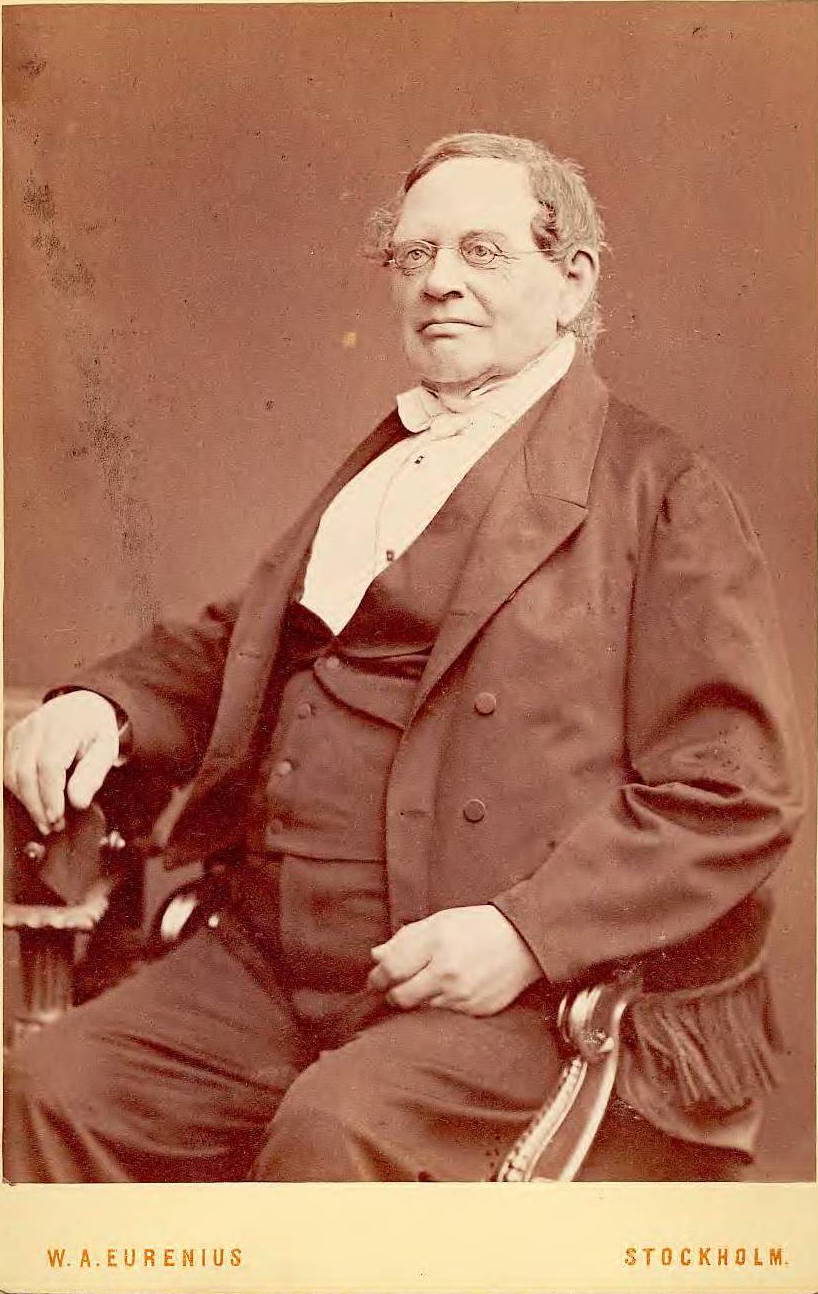
Fredrik Otto Silfverstolpe.

Fredrik Otto Silfverstolpe, född 25 augusti 1795 i Stockholm, död 24 november 1882 i Stockholm, var en svensk officer, ämbetsman och politiker; han var ecklesiastikminister 1844–1848.

## Biografi
Fredrik Otto Silfverstolpe var son till Axel Gabriel Silverstolpe och Hedvig Charlotta Brakel. Han blev fil.kand. vid Uppsala universitet, och avlade sedan officersexamen. År 1819 blev han fil.mag. vid Lunds universitet. Åren 1812–1828 var han riddarhuskanslist.
Silfverstolpe räknas till stenografins fäder i Sverige. Han var påverkad av Tayler och skrev tillsammans med Lars Johan Hierta boken Utkast till snabbskrifnings-methoder för svenska språket för vilken han 1828 blev Riddarhusets notarie. Åren 1832–1844 var han riddarhussekreterare. Samtidigt gjorde han karriär inom armén och var löjtnant vid Skånska dragonregementet, blev 1824 ryttmästare vid Generalstaben, och 1835 major. Tre år senare tog han avsked från armén.
1837 blev han riksgäldsfullmäktig, och 1844 utsågs han till ecklesiastikminister. Prästeståndet opponerade sig häftigt, eftersom han saknade sedvanliga meriter för en sådan tjänst. Orsaken att han fick posten torde ha varit hans goda relationer med Oscar I, som hyste tillit till hans förmåga att få en skolreform till stånd. Silfverstolpe lade fram 1847 års reformförslag för skolväsendet, som bland annat innehöll förbättrade utbildningsmöjligheter för flickor och tjänstepension för lärare vid folkskolan. I efterskalvet till februarirevolutionen 1848 avgick han som statsråd och utsågs året därpå till landshövding i Västmanlands län. År 1863 drog han sig tillbaka.
Silfverstolpe var ledamot av Krigsvetenskapliga akademien och hedersledamot av Konstakademien. Han gifte sig 1835 med Louise Pettersson. Silfverstolpe blev kommendör med stora korset av Nordstjärneorden 28 april 1859 samt var riddare av Svärdsorden. Makarna Silfverstolpe är begravda på Norra begravningsplatsen utanför Stockholm.